# Cytozyna
Cytozyna (skróty: Cyt, C) – organiczny związek chemiczny z grupy pirymidyn, jedna z pięciu zasad azotowych, wchodzących w skład podstawowych nukleotydów kwasów nukleinowych (DNA i RNA). W dwuniciowych kwasach nukleinowych cytozyna tworzy parę komplementarną z guaniną za pomocą trzech wiązań wodorowych:
Połączona z rybozą wiązaniem N-glikozydowym tworzy nukleozyd cytydynę, a z deoksyrybozą deoksycytydynę.
Została odkryta w 1894 roku, a jej strukturę ustalono w 1903 roku. W tym samym roku została pierwszy raz syntetycznie otrzymana.